# Luminismo

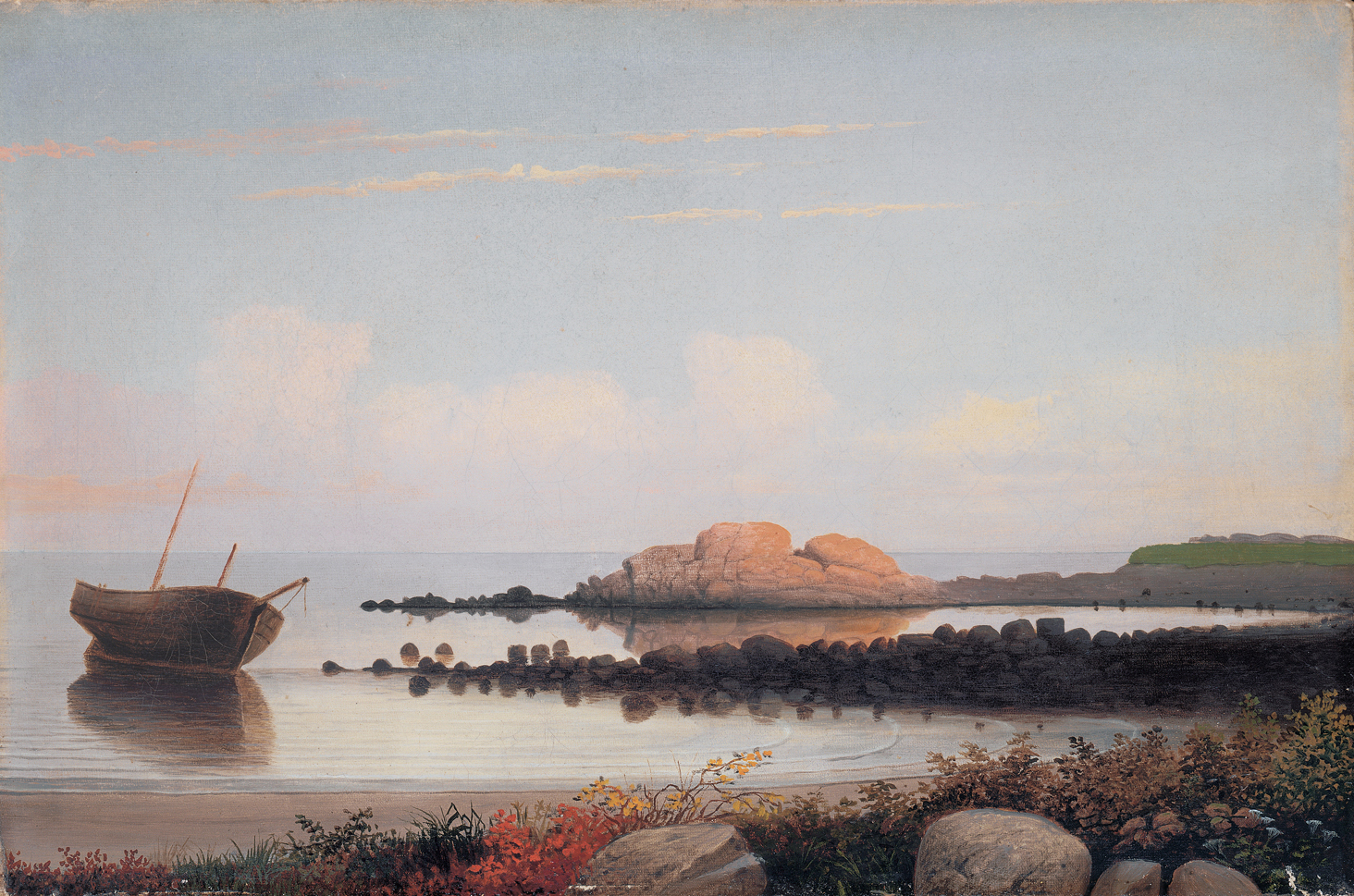
Fitz Hugh Lane: Brace's Rock, Eastern Point, Gloucester, 1864

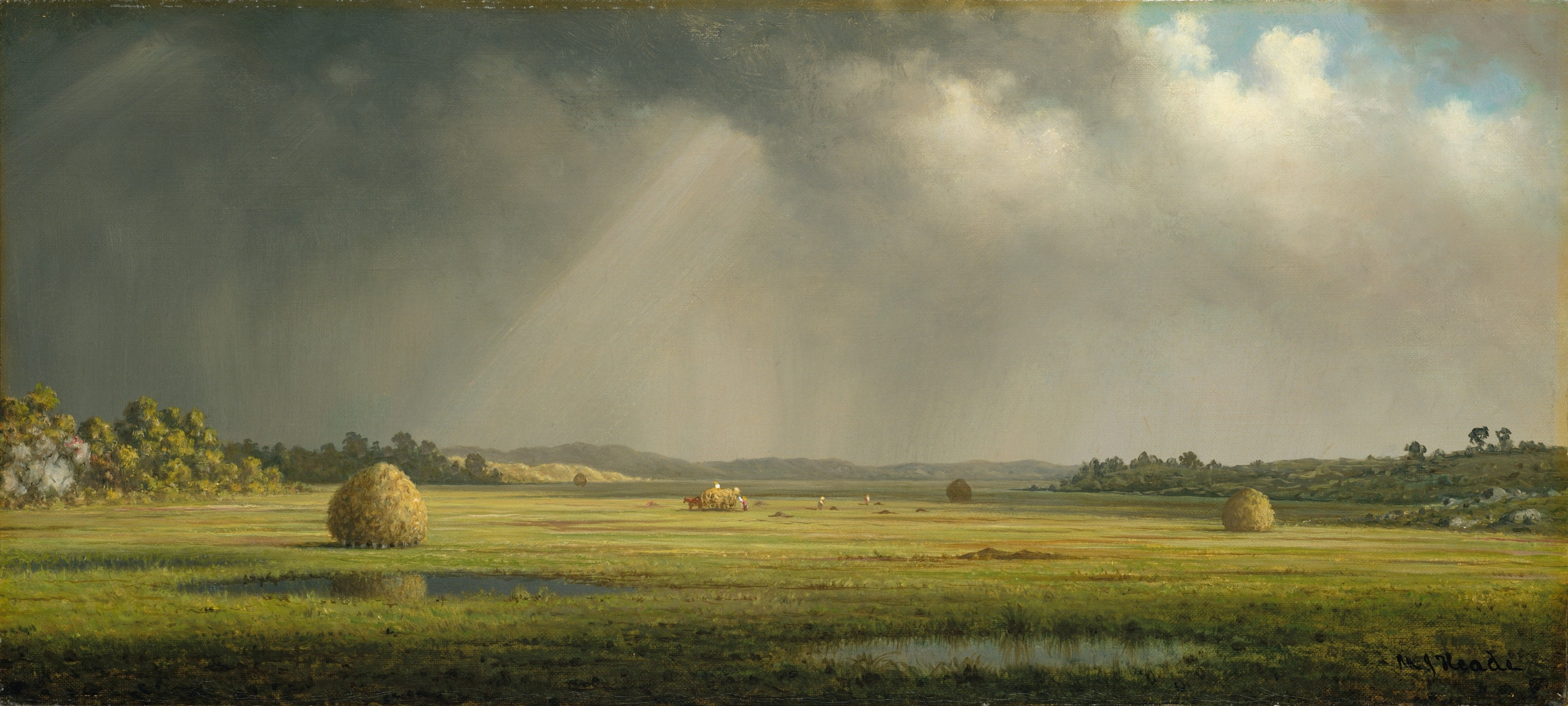
Martin Johnson Heade: Newburyport Meadows

Luminismo é uma técnica pictórica e de uma Escola de pintura dos Estados Unidos que floresceu durante o fim do século XIX.
O termo foi cunhado por John Baur em seu estudo de 1954 sobre a pintura norte-americana do século XIX, American Luminism, sendo usado na descrição de uma característica especial no tratamento da luz com fins expressivos e de revelação espiritual, junto com uma técnica de acabamento que eliminava a evidência da pincelada e oferecia uma superfície lisa e acetinada, que realçava o efeito impessoal do panorama pintado. Com esses recursos os pintores buscavam criar atmosferas de tranquilidade que convidassem à contemplação. Os paisagistas do século XIX não se definiam como luministas, pois o termo não existia, nem as características que são identificadas em suas obras como luministas compunham uma filosofia independente dos princípios gerais da Escola do Rio Hudson, à qual pertencia a maioria deles. Mais tarde o nome foi a plicado a outros pintores, inclusive europeus, e hoje é usado frequentemente para designar uma Escola de pintura autônoma dos Estados Unidos.
Entre os praticantes das técnicas do Luminismo estão:
- Fitz Hugh Lane
- John Frederick Kensett
- James Augustus Suydam
- Sanford Robinson Gifford
- George Caleb Bingham
- Martin Johnson Heade
- Jasper Francis Cropsey
- Frederic Edwin Church